# Eugenia Kuzmina
Eugenia Kuzmina (en ruso: Евге́ния Кузьминá; Yevguenia Kuzmina; nacida el 25 de diciembre de 1981) es una actriz, comediante y modelo rusa-estadounidense. Su carrera como modelo despegó cuando apareció en la portada de Glamour y caminó por la pasarela de varios diseñadores, incluidos Yves Saint Laurent, Alexander McQueen, Thierry Mugler. Apareció en anuncios de Hermès, Armani jeans, gafas de sol Dior, Gap y L'Oréal. Su primera aparición en video fuera de Rusia fue en un video musical "Ange étrange" de David Hallyday. En 2011, Kuzmina hizo la transición a la actuación.

## Primeros años
Kuzmina nació en 1981 en Moscú, Unión Soviética. Su padre era físico nuclear. Su madre es una ex científica y ama de casa. Estaba entrenando para ser patinadora profesional sobre hielo cuando a los 13 años fue descubierta por el diseñador ruso Slava Zaitsev. Protagonizó comerciales nacionales para RC Cola, M&Ms, October chocolate y programas de televisión rusos como Pole Chudes y Yeralash antes de que un cazatalentos de París se le acercara.

## Carrera
La carrera de modelo de Kuzmina despegó cuando comenzó a trabajar con Nathalie Models, Ford Models Europe y luego con IMG y LA Models.
Fue la chica de portada de la edición de agosto de 2004 de Glamour de Alexei Hey y ha aparecido en anuncios de Armani Jeans, gafas de sol Dior, Gap, Arden B, Express, Kenzi, Replay Jeans, Sephora y L'Oreal. También ha aparecido en revistas como Elle, Harper's Bazaar, Marie Claire, Vogue japonesa y rusa, GQ, Self, Shape, así como en catálogos de Hermès y Cartier.
Apareció en un video musical para David Hallyday, luego Passion Pit, y Demi Lovato y pasó al trabajo cinematográfico con un cortometraje, Likeness, dirigido por Rodrigo Prieto, protagonizado por Elle Fanning. Su primera aparición en televisión fue en el exitoso programa True Blood. Ella interpretó a un hada. Inmediatamente después de que la eligieran para un programa de FOX New Girl como modelo, el programa de ABC Castle como agente del FBI junto a Stana Katic, el programa de Netflix "The Comeback" como una prostituta rusa junto a Lisa Kudrow, el programa Lady Dynamite con Maria Bamford, etc. Su primer papel protagónico en una película fue en la película de terror independiente Quarantine L.A.. Después de eso, actuó junto a John Turturro en el largometraje Fading Gigolo, junto a Bill Murray en la película Rock the Kasbah, apareció en la película Dirty Grandpa junto a Zac Efron, en la película de 2018 "ustice For All con Héctor Jiménez dirigida por Héctor Echavarria, Bad Moms junto a Mila Kunis y apareció en la película para televisión <i>Tour de Pharmacy</i> junto a Andy Samberg y Orlando Bloom. En 2019, Kuzmina apareció en la película ¿No es romántico? de Todd Strauss-Schulson, junto a Rebel Wilson, y The Gentlemen junto a Michelle Dockery. En 2020, apareció en la miniserie de televisión Spy City junto a Dominic Cooper Apareció en la película Assassin de 2023, la última película de Bruce Willis y la nueva película de Guy Ritchie Operation Fortune: Ruse de Guerre.
Kuzmina es una apasionada de la comedia y con frecuencia se la puede ver haciendo stand-up en The Comedy Store, Laugh Factory, Improv, Flappers e improvisando en UCB, Groundlings y LA Connection Comedy Theatre. Ella está actualmente de gira por Estados Unidos y el mundo con su grupo de stand up, The Nobodies. En 2022, Kuzmina creó un Stand Up Show, "Models of Comedy", protagonizado por un elenco de modelos top haciendo comedia.

## Vida personal
Eugenia Kuzmina reside en Los Ángeles con su esposo, el productor de cine Bill Block, quien ha sido CEO de Miramax desde abril de 2017 y dos hijos.